# Constantin Macris
Constantin Georges Macris, né au Caire (Égypte) le 7 avril 1917 et mort à Orsay (Essonne) le 4 septembre 1984, est un peintre grec.

## Biographie
La famille de Constantin Macris, originaire de Céphalonie, s'est installée en Égypte au tournant du vingtième siècle. Après une formation à l'académie Léonard-de-Vinci au Caire, Macris commence à exposer dans cette ville et à Alexandrie. Dans l'ambiance cosmopolite de l’Égypte des années 1930, il découvre notamment les œuvres de Picasso et de Matisse et décide d'aller à Paris. Ce projet est reporté d'une dizaine d'années à cause de la guerre qu'il passe dans les Forces aériennes helléniques. Macris n'arrive à destination qu'en 1948. 
Les première années parisiennes sont toutes de formation. Il étudie Pierre Francastel, fréquente en 1949-1950 l'atelier de Fernand Léger, dont il paie les cours en faisant l'interprète pour les élèves américains bénéficiant du G.I. Bill, explore l'abstraction géométrique ou le Néoplasticisme. Il trouve sa voie en s'inspirant notamment des effets du soleil dans les arbres et présente ce travail à Pierre Loeb qui le prend sous contrat en 1954 dans sa galerie. Macris devient alors un des représentants de la nouvelle École de Paris.  
Le peintre épouse en 1956 la sculptrice néerlandaise Paulien Eecen (1925) et s'installe aux Pays-Bas de 1958 à 1960 où il commence un nouveau cycle basé sur le paysage. La mort de Pierre Loeb, en 1964, entraîne la fermeture de la galerie Pierre. Macris décide alors de ne pas s'engager avec une autre galerie afin de mener librement sa recherche.

## Œuvre
Après une phase informative (1948-1954), le peintre revient à la figuration à travers des études d'après nature (feuillages, arbres, paysages, plus tard la figure humaine) dans lequel il maintient un sens abstrait de la composition. Jacques Viot écrira à l'occasion de la deuxième exposition (1957) : "Vous découvrirez qu'il n'est pas un peintre non-figuratif bien qu'il en ait l'air et encore moins un peintre abstrait. D'ailleurs Macris peint d'après nature. Macris est tout simplement un peintre. Aucun qualificatif de surcroît n'est nécessaire. Mais voilà... Sait-on encore ce que c'est qu'un peintre ? Il serait peut-être temps de retourner dans les musées pour comprendre ce que c'est." Il démontre cette maîtrise dans des grands formats comme la Composition de 1955, et compte parmi les artistes les plus conscient des enjeux plastiques, comme le note Roger van Gindertael l'année suivante.
Le rapport à la lumière est l'élément central qui assure l'unité de son évolution lorsqu'il passe progressivement du paysage à la figure humaine. Ce que Macris écrivait dans le catalogue de l'exposition de 1959, "Mon point de départ est toujours une source de lumière qui me donne un ordre, jamais une forme précise ou définie", reste vrai pour les dernières vingt années. Il étudie la peinture hollandaise du XVIIe siècle, surtout Frans Hals, et développe une technique riche en vernis, faite de superpositions de couleurs et de transparences. 

## Expositions
Expositions personnelles :
- 1956, Galerie Pierre (Paris)
- 1957, Galerie Pierre (Paris)
- 1959, Albert Loeb Gallery (New York)

Expositions collectives :
- 1955, Pittsburgh International Exhibition of Contemporary Art (E.-U.)
- 1956, Salon des Réalités Nouvelles (Paris)
- 1957, Salon de Mai (Paris)
- 1957, Salon des Réalités Nouvelles (Paris)
- 1957, École de Paris, Galerie Charpentier (Paris)
- 1958, Salon de Mai (Paris)
- 1958, Pittsburgh International Exhibition of Contemporary Art (E.-U.)
- 1960, Twelve Greek Artists, Redfern Gallery (Londres)
- 1962, Peintres et sculpteurs grecs de Paris, Musée d’Art Moderne de la Ville (Paris)
- 1964, Miroir et mémoire du premier salon international de galeries pilotes, Musée Cantonal des  Beaux-Arts (Lausanne)
- 1979, L’aventure de Pierre Loeb. La Galerie Pierre, Paris 1924-1964, Musée d’Art Moderne de la Ville (Paris), Musée d’Ixelles (Bruxelles)
- 1983, Peintres grecs d’Égypte 1860-1920, Musée d’Art Moderne (Athènes)
- 1995, Zij waren anders [Ils étaient différents], Musée Kranenburgh (Bergen, Pays-Bas)
- 2017, Neuf peintres grecs abstraits à Paris dans les années 1950, Orangerie du Sénat (Paris).
- 2019, Pauline Eecen & Constantin Macris, une aventure artistique, Galerie MR14 (Paris), en partenariat avec le Musée Kranenburgh de Bergen (Pays-Bas), le Centre culturel hellénique de Paris et FauveParis